# Called Back (film)
Called Back is een Amerikaanse stomme dramafilm uit 1914 geregisseerd door Otis Turner en met Herbert Rawlinson, Ann Little en Allan Forrest in de hoofdrol. Het scenario is van de hand van James F. Dayton en gebaseerd op het gelijknamige boek uit 1883 van Hugh Conway.

## Rolverdeling
| Acteur              | Personage         |
| ------------------- | ----------------- |
| Herbert Rawlinson   | Gilbert Vaughan   |
| Ann Little          | Pauline March     |
| Allan Forrest       | Anthony March     |
| William Worthington | Dr. Manuel Ceneri |
| William Quinn       | Signor Macari     |